# Erik Wettergren
Karl Erik Wilhelm Fredrik Wettergren, född 16 april 1883 i Arboga stadsförsamling, Västmanlands län, död 10 juli 1961 i Katarina församling, Stockholms stad, var en svensk museiman och teaterman.

## Biografi
Wettergren blev 1905 amanuens vid Uppsala konstmuseum, filosofie kandidat 1908 och 1909 amanuens vid Nationalmuseum. År 1911 engagerades han vid Intima Teatern i Stockholm. Han var 1911–1913 tjänstledig från amanuenstjänsten för att där vara skådespelare.
Erik Wettergren gjorde en betydande insats för svensk konstindustri som sekreterare i Svenska Slöjdföreningen 1913–1918. År 1916 blev han amanuens vid de kungliga konstsamlingarna och 1918 intendent vid Nationalmuseum i Stockholm. Han var bland annat en drivande kraft för Hemutställningen 1917. År 1920 blev han föreståndare för konstslöjdsavdelningen.
Han var chef för konsthantverksavdelningen vid Nationalmuseum 1920–1928 och 1934–1942. Åren 1942–1950 var han museichef och överintendent för Nationalmuseum.
År 1945 stod han som Nationalmuseums chef, tillsammans med bland annat förste intendenten vid Nationalmuseum, dåvarande fil.dr., senare professor Carl Nordenfalk (1907–1992), i spetsen för Nationalmuseums epokgörande utställning God konst i hem och samlingslokaler, som Nationalmuseum anordnade tillsammans med en rad folkrörelser. Utställningen skulle bli upptakten till en blomstringstid för den svenska efterkrigskonsten. År 1950 inledde han en intensifierad utställningsverksamhet.
Wettergren, som hade skådespelarbakgrund, var under perioden 1928–1934 chef för Kungliga Dramatiska Teatern, där han lät uppföra verk av moderna amerikanska och franska dramatiker. Han introducerade också de moderna programblad som fortfarande tas fram till varje föreställning. År 1950 blev Wettergren också konstnärlig och typografisk rådgivare vid Esseltekoncernen.
Wettergren promoverades till filosofie hedersdoktor vid Stockholms högskola 1950. Han var reservofficer vid Första livgrenadjärregementet, och blev underlöjtnant 1905 och löjtnant 1915. Förutom katalogarbeten och uppsatser om konst och konstindustri i svenska och utländska tidskrifter utgav han monografin Reinhold Norstedt (1914) och Georg von Rosens konst (1919).

## Familj
Erik Wettergren var gift första gången 1908–1924 med Ellen Nisser (1885–1959), som var dotter till bruksägaren Martin Nisser, och andra gången från den 5 oktober 1925 med operasångerskan Gertrud Pålson-Wettergren. I första giftet var han far till journalisten Gunilla Wettergren-Skawonius, gift med Sven Erik Skawonius. I andra giftet hade han dottern Margareta Wettergren (1928–2003), gift först med Berndt Stackelberg och sedan med Kit Colfach samt mor till Ewa Stackelberg.
Erik Wettergren var son till läkaren Carl Wettergren samt bror till textilkonstnären Anna Wettergren-Behm (1877–1938) och textilkonstnären Ingeborg Wettergren (1878–1960). Han är begraven i sin familjegrav på Arboga gamla kyrkogård.

## Filmmanus kortfilmer
- 1946 – Möte med konsten
- 1946 – Vi behöver konsten

## Teater

### Roller
| År   | Roll            | Produktion                               | Regi                            | Teater         |
| ---- | --------------- | ---------------------------------------- | ------------------------------- | -------------- |
| 1911 | Andrea Balbli   | Renässans Holger Drachmann               | Knut Michaelson                 | Intima teatern |
| 1911 | Yori            | Det ingen vet Theodor Wolff              | Emil Grandinson                 | Intima teatern |
| 1912 |                 | Rococo Harald Molander                   |                                 | Intima teatern |
| 1912 | Ingenjören      | Aftonstjärnan Hjalmar Söderberg          |                                 | Intima teatern |
| 1912 | Bobby Gilbey    | Fannys första stycke George Bernard Shaw | Gustaf Collijn                  | Intima teatern |
| 1912 |                 | Ett lyckligt äktenskap Peter Nansen      |                                 | Intima teatern |
| 1912 |                 | Gamla herrgården Fredrik Nycander        | Emil Grandinson                 | Intima teatern |
| 1912 | Silman          | Segraren Ernst Didring                   | Emil Grandinson Knut Michaelson | Intima teatern |
| 1912 | Fray Bernardo   | Filip II Emile Verhaeren                 | Knut Michaelson                 | Intima teatern |
| 1913 | William Murdock | Eldskärmen Alfred Sutro                  | Knut Michaelson                 | Intima teatern |
| 1913 | Schutz          | Fästningen faller Sacha Guitry           | Knut Michaelson                 | Intima teatern |
| 1913 | Ferrand         | Vildfåglar John Galsworthy               | Knut Michaelson                 | Intima teatern |